# 蓮光院 (徳川家治側室)
蓮光院（れんこういん、元文2年11月15日（1737年12月6日） - 寛政3年3月8日（1791年4月10日））は、江戸幕府の10代将軍徳川家治の側室。徳川家基の生母。俗名は知保、智保。父は津田宇右衛門信成。養父は伊奈忠宥。

## 生涯
寛延2年（1749年）11月より大御所・徳川家重の御次として仕え、初めは「お蔦」、後に「お知保」と称した。寛延4年（1751年）1月18日には御中臈に昇格した。
家重逝去後の宝暦11年（1761年）8月5日には江戸城本丸大奥へ移り、家治付きの御中臈となる。宝暦12年（1762年）10月25日に長男・家基（幼名・竹千代）を出産したが、11月に家治の御台所・五十宮倫子がその養母となったため、家基は倫子のもとで育てられた。11月15日には長子出産の功労から「老女上座」の格式を賜った。
明和6年（1769年）に家基が将軍世子として西の丸御殿へ移ると、それに随従して西の丸大奥へ移り、格式が「浜女中（浜御殿にいた先代将軍側室）」同様となる。明和8年（1771年）に倫子が死去して以降は「御部屋様」と称され世子生母の扱いを受けたが、家基は安永8年（1779年）に18歳の若さで急死するという凶運に見舞われた。
天明6年（1786年）に家治が逝去すると、落飾して「蓮光院」と称し、11月3日に江戸城二の丸へと居を移した。寛政3年（1791年）3月8日、55歳で死去した。
文政11年（1828年）に従三位を追贈された。御台所および将軍生母以外の大奥の女性が叙位された珍しい例である。

## 関連作品
映画
- 続大奥㊙物語（1967年、演：小川知子）※役名はおちさ

テレビドラマ
- 大奥（1968年、関西テレビ、演：小畠絹子）
- 大奥（1983年、関西テレビ、演：桜田淳子）※役名は「おまき」
- 大奥（2024年、フジテレビ、演：森川葵）[3]
- べらぼう〜蔦重栄華乃夢噺〜（2025年、NHK大河ドラマ、演：高梨臨）[4]

バラエティー・教養番組
- 日本史サスペンス劇場（2008年、日本テレビ、演：葉山レイコ）